# Nepals riksvapen

Nepals riksvapen

Nepals riksvapen är en av Nepals nationella symboler. Det består av en krans av alprosor, Nepals nationalblomma, en avbildning av Mount Everest och två händer (en kvinnlig och en manlig) som symboliserar jämställdhet mellan de två könen. På det röda bandet på botten står det "Moder och Fosterlandet är viktigare än Himmel" på sanskrit. Det nuvarande vapnet togs i bruk år 2008.
Det gamla riksvapnet (1962-2008) visar Nepals typiska landskap, med Himalaya i bakgrund framträder på riksvapnet. Faunan och floran representeras av en vit ko, en fasan och blommande rhododendron. De två gurkha-soldaterna, den ene med brittisk uniform, påminner om nepalesernas tapperhet i fält. Vapnet innehåller också symboler för solen och månen och Buddhas fotspår, han föddes i Nepal, samt en kungakrona. Inskriptionen längst ner lyder: "Fosterlandet är viktigare än himmelriket".